# 5417 Соловая
5417 Соловая (5417 Solovaya) — астероїд головного поясу, відкритий 24 серпня 1981 року.
Тіссеранів параметр щодо Юпітера — 3,581.